# 悲しみの花瓶
『悲しみの花瓶』（かなしみのかびん、Vase de Tristesse）はエミール・ガレが制作した一連の黒いガラス作品の慣用的呼称。

## 解説
高島北海がナンシー滞在中に描いた墨絵の影響を受けて、ガレは水墨画的なぼかし表現を伴う黒褐色のガラス、所謂「悲しみの花瓶」を生み出したとする仮説（1999年初出）が唱えられていた。しかし、この仮説には以下のような決定的な反証が存在し、現在では否定されている。
ガレは1884年頃「悲しみの花瓶」の素地を制作したとされており、それはガレが高島と出会う1886年の秋より前のことである。　従って、高島の墨絵に関しては時系列的に高島からガレへの影響関係は成立しえないことになる。このガラス素地が1884年頃に制作されているという年代推定は、ナンシー派美術館館長で主任学芸員のヴァレリー・トマ氏と、エスカリエ・ド・クリスタルの研究者でトゥール大学歴史学教授のディディエ・マッソー氏によるもので、明確な論拠を伴った信頼性の高い所見である。
ガレはこのガラス素地を「オニキス風 façon onyx」と呼んでおり、その着想源を明らかにしている。つまり、「悲しみの花瓶」の素地は「オニキス」、すなわち半貴石の黒瑪瑙に想を得たとガレ自身が証言しているということである。これも決定的な反証のひとつといえる。。
高島の墨絵影響説の提唱者は、この黒いガラス素地をガレが「玉滴石」と呼んだと解釈しているが、これは明らかに原典（仏語原文）の訳語の取り違えである。フランス語の「ヤリトhyalite」には「（鉱物の）玉滴石」と「（１９世紀ボヘミアで製造された類の）黒いガラスverre noir」の意味があるが、ガレは単に「黒いガラス」という意味でこの言葉を使っている。ガレが鉱物の「玉滴石」を指して「ヤリト」と呼んでいるのではないことは、自身がこの素地を「オニキス風」と呼んでいる事実が明快に証している。さらに、玉滴石は黒いガラスを制作する際に使用される鉱物ではなく、ガレがこの鉱物の色調や風合いをガラス素地上で再現しているわけでもない。高島の墨絵とも無関係である。
ガレは1884年第８回装飾美術中央連盟（連合）展にも、「悲しみの花瓶」の素地よりさらに強く墨絵を想起させるガラス作品を出展している。　これも同様にガレが高島に会う以前のことであり、仮に墨絵の影響がそこにあったとしても、それは決して高島の墨絵からの影響ではない。同提唱者はこの1884年の素地を「画面の一部を真っ黒に塗り潰す所作は、黒を使ってはいるものの高島が描いたような水墨画とは別種と考えられる」と記している（徳島県立近代美術館同ガレ展図録、124頁）が、この素地は決して「画面の一部を真っ黒に塗り潰す所作」にはなっておらず、同提唱者が主張し続けている「ぼかしを伴った」素地であり、墨絵そのものと言えるほど墨絵に近い。（脚注[6]記載WEB記事に画像掲載。）
同提唱者はガレが高島の席画を目の当たりにしたという臆測を前提に高島墨絵影響説を展開しているが、ガレは高島の席画について何一つ言葉を遺しておらず、ガレがそれを実見したこと自体が明らかにされていない。様々な記事のなかで、自身の作品への日本や中国やペルシャの影響を躊躇なく披瀝しているガレが、高島の席画に関しては何も書き遺していない事実も、それがガレに何ら特別な印象を残さなかったことの傍証のひとつと言える。
ガレと親しかった同時代の美術批評家たちは挙ってガレの被せガラスの素地がベルリンの美術館で実見・調査した中国工芸品の影響であると書き遺している。事実、ガレは明らかに中国の鼻煙壺を参考にしたと判断しうる数々のガラス作品を制作している。黒いガラス素地も決して埒外ではない 。こうした情報を当初から把握していた現在のフランスやドイツの研究者たちは一様に高島墨絵影響説を一蹴している。
「悲しみの花瓶」への高島墨絵影響説は「ガレと高島の間で交わされた会話内容を想定して組み立てた推論である」（前掲1999年初出論考）と同提唱者は書いている。推論の根拠とされる二者間の会話内容自体が提唱者の空想によるもので、その空想をもとに推論が展開されている。そこに実証的な史資料の提起はなく、根拠となっているのはあくまで同提唱者の仮構である。
上記の事柄を考え合わせると「高島墨絵影響説」はもとより成立しえない仮説であったと結論付けられる。